# Mario Vattani
Mario Vattani (Neuilly-sur-Seine, 7 luglio 1966) è un diplomatico e scrittore italiano, da settembre 2023 è Commissario Generale per l’Italia a Expo 2025 Osaka.

## Biografia
Figlio del diplomatico Umberto Vattani, due volte segretario generale del Ministero degli affari esteri. Ha sposato una cittadina giapponese, con la quale ha due figli.
Negli anni '80 ha dato vita in Italia al gruppo di musica alternativa di destra Intolleranza, e nel 1983 a SottoFasciaSemplice con il nome d'arte di Katanga.

### Attività diplomatica
Dopo gli studi in Gran Bretagna, nel 1991 a 25 anni entra nella carriera diplomatica, classificandosi primo del suo concorso. Nel 1995 viene destinato a Washington DC. Dal 1999 al 2001 è console italiano al Cairo, dal 2001 al 2003 consigliere diplomatico di Gianni Alemanno al Ministero delle politiche agricole e forestali. Nel 2003 vince la borsa di studio per il programma ETP dell'Unione Europea in Giappone, e in seguito dal 2004 al 2008 è funzionario dell'ambasciata italiana a Tokyo. Nel 2008 torna al servizio di Alemanno come consigliere diplomatico al comune di Roma.
Nel maggio 2011 si esibisce con il suo gruppo musicale SottoFasciaSemplice a una manifestazione di CasaPound a Roma, in cui è ripreso mentre fa il saluto romano. Vattani negherà di aver fatto il saluto romano dal palco: "Non dico che in vita mia non ho mai fatto un saluto romano. Dico di non averlo fatto sul palco di CasaPound. Guarda il video, non i fotogrammi ritagliati ad arte". Nel 2011 è nominato ministro plenipotenziario e prende funzione come console generale a Osaka.  La notizia della sua partecipazione al concerto viene pubblicata per la prima volta da l'Unità nel dicembre 2012, otto mesi dopo.
Il ministro degli esteri Giulio Terzi di Sant'Agata lo richiama in patria, affermando che "L'apologia del fascismo non è compatibile con il ruolo di servizio allo Stato"; viene rimosso dall'incarico in Giappone e sospeso per quattro mesi senza stipendio. Il 23 maggio 2012 Giorgia Meloni e altri 23 deputati ex-Alleanza Nazionale presentano un'interrogazione al ministro degli Esteri, Giulio Terzi di Sant'Agata sulla memoria che la Farnesina ha consegnato al Consiglio di Stato sul caso Vattani, stigmatizzando il fatto che l'appartenenza di Vattani al Fronte della Gioventù possa essere stata una delle cause del suo allontanamento da Osaka dove era console generale.
Il sindacato dei diplomatici, SNDMAE, afferma che "la gravità di un comportamento che risultasse riconducibile all'apologia di fascismo in luogo pubblico da parte di un alto funzionario dello Stato è tale da non poter essere minimizzata né tralasciata. Il SNDMAE ritiene non accettabile che venga gettata un’ombra sulla fedeltà dei diplomatici italiani ai valori fondanti della Repubblica." In seguito, il 4 febbraio 2015, viene eletto membro del consiglio del SNDMAE.
Vattani fa ricorso contro la sanzione al TAR del Lazio, che sospende il richiamo, consentendogli di rientrare in Giappone. Il Ministero vince quindi il ricorso al Consiglio di Stato, richiamandolo definitivamente a Roma, con sanzione di sospensione per quattro mesi dallo stipendio e dalla funzione. Nel novembre 2012 il Tar del Lazio dà ragione a Vattani in merito al richiamo e condanna la Farnesina in quanto vi era stato accanimento mediatico contro il diplomatico. Dietro nuovo ricorso contro la sospensione, il TAR dichiara in seguito improcedibile il ricorso per sopravvenuta "carenza di interesse", 
L'ex ambasciatore Calogero di Gesù ha raccontato il "caso Vattani" in un libro, Dietro le Quinte della Farnesina (2017), per il quale Vattani ha intentato causa legale.
Dopo aver proposto appello al Consiglio di Stato, il ministero invia una nota di rinuncia, e il 19 aprile 2018, in sede giurisdizionale, il TAR dichiara il ricorso "improcedibile per sopravvenuta carenza di interesse". Ugualmente, il 27 marzo 2019 il TAR dichiara estinto per perenzione il ricorso contro la sospensione dal servizio e dello stipendio, poiché in cinque anni nessuna delle due parti aveva avanzato una richiesta di decisione.
Alle elezioni politiche del 2013 è candidato capolista per La Destra al Senato in Campania, su invito di Francesco Storace, ma non viene eletto.
Per decisione della direttrice generale per le risorse della Farnesina, Elisabetta Belloni, dal 2014 è in servizio alla Farnesina per il coordinamento nel settore Asia-Pacifico, incarico da 130.000 euro lordi l'anno.
Nel maggio 2021 è designato ambasciatore d'Italia a Singapore. La sua nomina solleva le critiche dell'ANPI e di vari parlamentari. 
Una petizione sulla piattaforma Change.org per chiedere la revoca della nomina a Singapore viene avviata nel maggio 2021 dal direttore di Next, Lorenzo Tosa, e promossa da Andrea Scanzi e Saverio Tommasi di Fanpage.it, ma viene in seguito rimossa per ordine del Tribunale di Genova in quanto "costituisce un chiaro esempio di travisamento e manipolazione di uno specifico fatto storico", con una "prospettazione dei fatti opposta alla verità, in modo tale da gettare discredito sulla persona interessata". Lorenzo Tosa, promotore della petizione, viene condannato a risarcire Vattani con 20.000 euro tra risarcimento e spese legali per averlo diffamato.
Nel settembre 2021 si insedia a Singapore.
Nel 2023, con DPCM del 11 maggio , gli viene attribuito dal Presidente del Consiglio Giorgia Meloni l'incarico di Commissario Generale di Sezione per l’Italia per Expo 2025 Osaka.
Il 24 gennaio 2024 il Ministro degli Esteri Antonio Tajani lo nomina ambasciatore di grado della Repubblica Italiana.
Il 12 giugno 2025 il Consiglio dei Ministri lo nomina Ambasciatore d’Italia a Tokyo.

### Attività letteraria
Ha collaborato con Il Foglio, con Libero, con Il Primato Nazionale e con il settimanale Tempi.
Nel 2016 il suo primo romanzo Doromizu. Acqua torbida è finalista al premio Acqui Storia. Seguono altri tre romanzi, La Via del Sol Levante (2017), Al Tayar. La corrente (2019), e Rika (2021).
Nel 2020 con il suo saggio Svelare il Giappone vince il Premio letterario Casinò di Sanremo Antonio Semeria. Il saggio vince anche il Premium International Florence Seven Stars 2020 per la Saggistica.

## Procedimenti giudiziari
Nel 1989 è indagato in una inchiesta per l'aggressione ai danni di due giovani di sinistra da parte di alcuni militanti del Fronte della Gioventù a Roma, di fronte al cinema Capranica. Una delle due vittime, Andrea Sesti, sostiene che il solo Vattani avrebbe provveduto a un risarcimento di 180 milioni di lire, ottenendo in cambio il ritiro del processo di rito civile. Tuttavia secondo i legali di Vattani tutti gli imputati avrebbero contribuito al risarcimento prima del giudizio. In sede penale viene poi assolto con formula piena per non aver commesso il fatto, assieme ad altri tre imputati. Vengono invece condannati Germano e Stefano Andrini, Andrea Pennacchietti e Ildebrando Ceccarelli a 4 anni e 4 mesi per lesioni gravissime.

## Opere
Romanzi
- Doromizu. Acqua torbida, 2016, Mondadori, Milano
- La Via del Sol Levante, 2017, Edizioni Idrovolante, Roma
- Al Tayar. La corrente, 2019, Mondadori, Milano
- Rika, 2021, Edizioni Idrovolante, Roma

Saggi
- Svelare il Giappone, 2020, Giunti, Firenze